# دیوماهی سیاه
 دیوماهی سیاه(نام علمی: Melanocetus) یا دیودریاییِ سیاه نام یک سرده از راسته قلابچه‌ماهی است.